# コンパクト群

複素平面において中心が 0 で半径が 1 の円周は複素数の乗法についてコンパクトリー群である。

数学において、コンパクト（位相）群とは位相がコンパクトな位相群である。コンパクト群は離散位相をいれた有限群の自然な一般化であり、重要な性質が持ち越される。コンパクト群は群作用と表現論に関してよく理解された理論を持つ。
以下では常に群はハウスドルフと仮定する。

## コンパクトリー群
リー群は位相群の非常に良いクラスをなし、コンパクトリー群は特によく発展した理論を持つ。コンパクトリー群の基本的な例には以下がある。：
- 円周群 T とトーラス群 Tn
- 直交群 O(n)、 特殊直交群 SO(n) とその被覆スピン群 Spin(n)
- ユニタリ群 U(n) と特殊ユニタリ群 SU(n)
- シンプレクティック群 Sp(n)
- 例外型リー群 G2（英語版）, F4（英語版）, E6（英語版）, E7（英語版）, E8（英語版） のコンパクト形

コンパクトリー群の分類定理は有限拡大と有限被覆の違いを除いてこれらが例の全てを尽くしている（すでにいくらか重複がある）と述べている。

### 分類
任意のコンパクトリー群 G が与えられたとき、その単位元成分 G0 を取ることができ、それは連結である。商群 G/G0 は連結成分の群 π0(G) であり、これは G がコンパクトだから有限でなければならない。したがって有限拡大
{\displaystyle 1\to G_{0}\to G\to \pi _{0}(G)\to 1\,}
がある。さてすべてのコンパクト連結リー群 G0 は有限被覆
{\displaystyle 1\to A\to {\tilde {G}}_{0}\to G_{0}\to 1\,}
を持つ。ただし {\displaystyle A\subset Z({\tilde {G}}_{0})} は有限アーベル群であり、{\displaystyle {\tilde {G_{0}}}} はトーラスとコンパクト連結単連結リー群 K の積である：
{\displaystyle {\tilde {G}}_{0}\cong \mathbb {T} ^{m}\times K.}
最後に、すべてのコンパクト連結単連結リー群 K はコンパクト連結単連結単純リー群 Ki であってそれぞれが以下のいずれかただ1つと同型であるようなものの積である。：
- Sp(n), n ≥ 1
- SU(n), n ≥ 3
- Spin(n), n ≥ 7
- G2（英語版）, F4（英語版）, E6（英語版）, E7（英語版）, E8（英語版）

## さらなる例
リー群でない群、したがって多様体の構造を持たない群の中で、例は p 進整数のなす加法群 Zp やそれから構成されるものである。実は任意の射有限群はコンパクト群である。これはガロワ群がコンパクト群であることを意味し、無限次の代数拡大の理論にとって基本的な事実である。
ポントリャーギン双対性により可換コンパクト群の例がたくさん与えられる。これらは可換離散群と双対である。

## ハール測度
コンパクト群はすべてハール測度を持ち、それは左右両方の移動によって不変である（モジュラス関数は正の実数 (R+, ×) への連続準同型でなければならないので 1 である）。言い換えると、これらの群はユニモジュラーである。ハール測度は、円周上の dθ'/2π と同様、容易に確率測度に正規化される。
そのようなハール測度は多くの場合計算が容易である；例えば直交群に対してはフルヴィッツ (Hurwitz) に知られており、リー群の場合には必ず不変微分形式によって与えることができる。射有限の場合には指数有限の部分群が多くあり、剰余類のハール測度は指数の逆数になる。したがって、積分はしばしばきわめて直接的に計算可能であり、この事実は数論においてよく使われる。

## 表現論
コンパクト群の表現論はピーター・ワイルの定理によって基礎づけられた。ヘルマン・ワイル (Hermann Weyl) は続けて極大トーラスの理論に基づいてコンパクト連結リー群の詳細な指標理論を与えた。その結果のワイルの指標公式は20世紀の数学の影響力の大きい結果の1つであった。
ワイルの仕事とカルタンの定理を合わせるとコンパクト群 G の表現論全体のサーベイが得られる。つまり、ピーター・ワイルの定理によって G の既約ユニタリ表現 ρ は（有限次元）ユニタリ群に入り、その像はコンパクト性によりユニタリ群の閉部分群となる。カルタンの定理は Im(ρ) がそれ自身ユニタリ群のリー部分群でなければならないと述べている。G がそれ自身リー群でないときは、ρ の核が無ければならない。さらに ρ の小さくなる核に対して、有限次元ユニタリ表現の逆系を構成でき、それにより G はコンパクトリー群の逆極限と同一視される。ここで極限で G の忠実表現が見つかるという事実はピーター・ワイルの定理の別の結果である。
コンパクト群の表現論の未知の部分はしたがって、大まかに言って、有限群の複素表現に投げ返される。この理論は詳細にかなり豊かだが、質的によく理解されている。

## 双対性
コンパクト群をその表現論から復元する話題は淡中・クライン双対性の主題であり、今ではしばしば淡中圏の理論のことばで書き直されている。

## コンパクト群から非コンパクト群へ
コンパクト群論の非コンパクト群への影響はワイルのユニタリトリックによって定式化された。一般の半単純リー群の中には極大コンパクト部分群があり、そのような群の表現論は、多くがハリシュ゠チャンドラによって発展されたが、表現のそのような部分群への制限やワイルの指標の理論のモデルを集中的に用いる。